# Star Wars: Episodio II - L'attacco dei cloni (romanzo)
Star Wars: Episodio II - L'attacco dei cloni è un romanzo del 2002 di R. A. Salvatore, tratto dalla sceneggiatura del film omonimo scritto e diretto da George Lucas su sceneggiatura dello stesso Lucas insieme a Jonathan Hales, distribuito nei cinema il mese successivo. Il libro riprende fedelmente la trama del film, arricchendola di particolari inediti, ed è da considerarsi facente parte dell'Universo espanso.

## Trama
I primi capitoli del libro si incentrano sulla famiglia di Shmi Skywalker, la madre di Anakin e su quella di Padmé Amidala. Cinque anni dopo gli eventi dell'Episodio I, Shmi è stata comprata, liberata e sposata da un uomo di nome Cliegg Lars, diventando madre adottiva del giovane Owen Lars. Una mattina di cinque anni dopo, dieci anni quindi dall'ultima volta che Shmi ha visto suo figlio Anakin, Shmi esce di casa e viene rapita dai Tusken, predoni del pianeta Tatooine; Cliegg, Owen e Beru Whitesun, futura moglie di Owen, insieme ad altri fattori della zona, partono alla sua ricerca, torneranno in pochi e Cliegg perderà la gamba durante un attacco con alcuni predoni, rimanendo costretto quindi a lasciare la moglie in balia dei Tusken.
Padmé, dopo aver visto sua sorella e i suoi nipoti, arriva a Coruscant, dove perde le guardie del corpo e quasi la sua stessa vita dopo un attentato.
A causa dell'avvenimento, il Cancelliere Supremo Palpatine assegna il Cavaliere Jedi Obi-Wan Kenobi e il suo padawan Anakin Skywalker a proteggere la senatrice Amidala. Di notte, una misteriosa attentatrice prova ad uccidere Padmé nel sonno liberando nella sua camera dei velenosissimi millepiedi Kouhun, ma viene tempestivamente salvata da Anakin, che poi prende parte con Obi-Wan ad uno spericolato inseguimento all'attentatrice Zam Wesell per Coruscant. Alla fine riescono a fermarla, ma prima che l'attentatrice possa dire altro, viene uccisa da un dardo avvelenato. Dopo aver svolto delle indagini e consultato il vecchio amico di data Dex Jettster, Obi-Wan scopre che il dardo avvelenato è stato fabbricato sul misterioso pianeta Kamino, non segnato nelle mappe di navigazione degli archivi del Tempio Jedi. Il maestro Yoda ritiene che soltanto un Jedi possa aver cancellato il sistema di Kamino dagli archivi.
A Obi-Wan viene assegnato il compito di scoprire l'identità del proprietario del dardo, mentre Anakin viene incaricato di ricondurre Padmé su Naboo. Anakin apprezza l'opportunità di trascorrere del tempo con Padmé, e ben presto se ne innamora. Intanto Obi-Wan raggiunge il tempestoso pianeta oceano di Kamino, atterrando su Tipoca City. Qui il Jedi scopre che un esercito di cloni soldato è stato prodotto in fabbriche di clonazione. Come modello genetico è stato usato il cacciatore di taglie Jango Fett. Obi-Wan scopre che Jango Fett era stato assunto dal maestro Jedi Sifo-Dyas, assassinato un decennio prima, per fare da matrice a un esercito di cloni voluto dal consiglio stesso. Yoda e Mace Windu, in realtà, non ne sanno nulla e ordinano a Obi-Wan di portare Jango davanti a loro. Scoperto che Fett è il mandante e l'assassino della donna che aveva cercato di uccidere Amidala, Obi-Wan insegue con il suo caccia stellare jedi Jango e suo figlio Boba scappati a bordo dello Slave I sul pianeta desertico di Geonosis, dove prima di atterrare sulla superficie, nota delle navi della Federazione dei Mercanti circondare il pianeta.
Nel frattempo, Anakin è tormentato da incubi dove vede la madre Shmi soffrire terribilmente. Nonostante gli ordini di restare a Naboo, Anakin convince Padmé a condurlo a Tatooine per rivedere la madre. Qui incontrano Watto, un tempo il padrone di Anakin, che spiega loro di avere venduto Shmi e C-3PO il suo vecchio droide protocollare, al contadino vedovo Cliegg Lars, che vive nel deserto con suo figlio di primo letto Owen e con sua nuora Beru. Lars si è inoltre sposato con lei. Giunti a casa Lars, Anakin scopre con orrore che Shmi è stata rapita da una tribù di Tusken. Anakin parte subito per il deserto e nell'accampamento dei Tusken ritrova la madre appena in tempo per vederla morire tra le sue braccia a causa delle torture subite. Fuori di sé dalla rabbia e disperazione, Anakin stermina a sangue freddo l'intera tribù Tusken, per poi tornare dai Lars a seppellire il cadavere materno.
Nel frattempo su Geonosis, Obi-Wan ha scoperto che il Conte Dooku, ex Jedi caduto al Lato Oscuro e diventato Darth Tyranus, ha autorizzato i tentativi di assassinio di Padmé e che il consiglio separatista, alleato con la Federazione dei Mercanti, Alleanza Corporativa, Clan Bancario Intergalattico, Tecno Unione e la Gilda del Commercio, sta sviluppando una nuova armata di droidi da guerra, tra cui i tecnologicamente avanzati super droidi da battaglia. Obi-Wan trasmette queste informazioni via ologramma ad Anakin, che lo trasmette al consiglio Jedi. Tuttavia, Obi-Wan viene catturato da Dooku durante la trasmissione che gli rivela che la Repubblica è controllata segretamente da Darth Sidious. Mentre Anakin, Padmé, R2-D2 e C-3PO, che ha deciso di seguire il suo creatore dopo il funerale di Shmi, si recano in fretta a Geonosis per salvare Obi-Wan, intanto al Senato, su proposta del senatore Jar Jar Binks vengono affidati i poteri d'emergenza a Cancelliere Palpatine, il quale ne fa uso per fondare l'esercito repubblicano.
Anakin e Padmé, insieme a R2-D2 e C-3PO raggiungono Geonosis, ma vengono anch'essi catturati da Dooku, il quale ordina di gettarli in un'arena insieme a Obi-Wan perché vengano giustiziati sotto gli occhi del capo geonosiano Poggle il Minore, Dooku, Jango Fett e Nute Gunray; Padmé credendo di morire confessa ad Anakin di amarlo prima di entrare nell'arena. I tre vengono quindi legati per essere dati in pasto a tre terrificanti creature: uno Reek, un Acklay ed un Nexu. Nonostante ciò, il trio riesce a tenere testa alle fiere per poi però venire circondati dai droidi da battaglia. In soccorso dei tre prigionieri giunge Mace Windu insieme ad un numeroso contingente di Jedi, tra i quali Ki-Adi-Mundi, Plo Koon, Kit Fisto e Aayla Secura, ma vengono però ben presto sopraffatti dai troppo numerosi droidi di Dooku. A sorpresa, Yoda interviene con l'esercito di cloni soldato. Su tutto il pianeta infuria una battaglia tra i cloni, affiancati dai Jedi, contro i droidi da battaglia separatisti e i Geonosiani. Durante la battaglia viene ucciso perfino Jango Fett, decapitato da Windu.
Il Conte Dooku si distacca dalla battaglia e prova a fuggire dal pianeta, ma viene fermato da Obi-Wan e Anakin. Tra i tre si scaturisce un selvaggio combattimento a spade laser nella quale Dooku mette fuori combattimento Obi-Wan e sconfigge Anakin mozzandogli parte del braccio destro. Proprio quando Dooku sta per dare il colpo di grazia ai due Jedi, Yoda arriva e duella con Dooku, un tempo suo allievo. Trovatosi in difficoltà, Dooku riesce a fuggire da Geonosis con una navetta e raggiunge il suo maestro e Signore Oscuro dei Sith Darth Sidious di segreto a Coruscant, prendendo con lui i piani per un'arma definitiva. I Jedi sono incerti sul destino della Repubblica, ora che le guerre dei cloni sono iniziate.
In seguito, su Naboo, Anakin, il cui braccio è stato sostituito da una protesi meccanica e Padmé si sposano segretamente con soli testimoni C-3PO ed R2-D2.

## Edizioni
L'attacco dei cloni è stato pubblicato in Italia nel 2002 edito da Sonzogno e riedito successivamente nel 2005 da Sperling & Kupfer in occasione dell'uscita del film Star Wars: Episodio III - La vendetta dei Sith.